# Alem Gena Woreda
Alem Gena Woreda är ett distrikt i Etiopien. Det ligger i den centrala delen av landet, 30 km söder om huvudstaden Addis Abeba.